# Pressobryggare

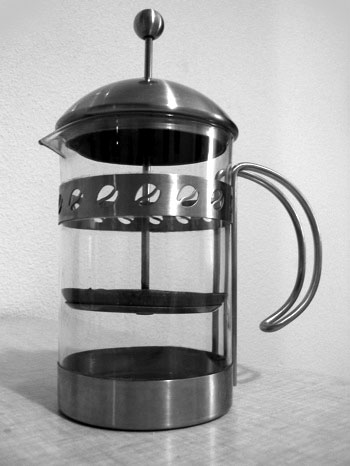
En pressobryggare

I en pressobryggare (även kallad kaffepress) tillreds kaffe genom att antingen ett speciellt grovmalet kaffe ofta marknadsfört under namn som bistro- eller pressokaffe, eller ett vanligt bryggkaffe placeras i botten på kannan varefter hett vatten (92-96 °C) tillsätts. Kaffet rörs om innan locket placeras på kannan med filtret vilande ovanpå kaffeblandningen. Detta får dra i tre till fem minuter sedan pressas filtret långsamt ned genom kaffet så att sumpen samlas i botten av kannan under filtret. Kaffet är nu färdigt att serveras direkt ur kannan.
Eftersom filtret i en pressobryggare inte är lika finmaskigt som ett vanligt kaffefilter behåller kaffet mer av sin smak och av sina eteriska oljor. 